# Isola del Pioniere
L'Isola del Pioniere, (in russo: о́стров Пионе́р, ostrov Pioner) è un'isola che fa parte dell'arcipelago della Severnaya Zemlya nella zona russa dell'Oceano Artico ed è bagnata dal mare di Kara. Amministrativamente fa parte del Tajmyrskij rajon del Territorio di Krasnojarsk, nel Distretto Federale Siberiano.
L'isola è stata scoperta nel giugno del 1932 dalla spedizione di Georgij Ušakov sul rompighiaccio a vapore Georgij Sedov., che fa parte della spedizione di Otto Schmidt,

## Geografia
Ha un'area di 1.527 km², fatto che la rende la 252ª isola del mondo per estensione. Ha una lunghezza di 58 km e una larghezza di 25 km, nella parte centrale, e fino a 40 km a est. Nella parte meridionale una penisola che si protende a ovest e l'isola Krupskoj formano il golfo di Kalinin (залив Калинина).
L'isola del Pioniere si trova a sud-ovest dell'isola Komsomolec, da cui è separata dallo stretto Junyj (пролив Юны), e a nord-ovest dell'isola della Rivoluzione d'Ottobre, da cui la separa lo stretto dell'Armata Rossa.
La costa dell'isola è prevalentemente pianeggiante con qualche bassa scogliera. I fiumi più importanti dell'isola sono, da est a sud: Ilistaja (Илистая), Klykovaja (Клыковая), Vernaja (Верная), Skoraja (Скорая), Sbitaja (Сбитая); a ovest: Bujanka (Буянка), Strujka (Струйка), Pionerka (Пионерка, lungo 30 km), Govorlivaja (Говорливая) e Kolenčataja (Коленчатая, lungo 25 km); a nord-ovest il Krugovaja (Круговая).

## Geologia, clima, flora e fauna
L'isola ospita il ghiacciaio Pioniere, di forma circolare con un diametro di circa 15 km, si trova sul punto più alto dell'isola, 385 m s.l.m., il resto dell'isola ha un'altezza media di 40–90 m. L'isola non è ricca di vegetazione, con solo il 10% libero dai ghiacci la zona è caratterizzata dalla tundra artica e dal deserto polare. La vegetazione è costituita principalmente da muschi e licheni. Altri dati geologici e biologici:.

## Isole adiacenti
- Isola Povorotnyj (остров Поворотный), 5,5 km a nord di capo Cholmistyj.
- Isola Kaplja (остров Капля), a nord, 500 m a est di capo Cholmistyj.
- Isola Poputnyj (остров Попутный), a nord, nel canale Junyj.
- Isola Krupskoj (остров Крупской), a sud-ovest

## Richiesta di cambiamento del nome
Esiste una richiesta formale per rinominare l'isola come Svjataja Tat'jana (Santa Tatiana). Tuttavia, dopo l'unificazione della regione Krasnojarsk e l'abolizione della regione Tajmyr, il potere legislativo non ha sostenuto questa iniziativa.

## Disambigua
Quest'isola non dovrebbe essere confusa con la Pioneer Island del Canada (Latitudine: 76° 57' 0 N, Longitudine: 96° 49' 60 W). Non deve neanche essere confusa con la "Pioneer Island" della commedia televisiva Tom Goes to the Mayor.